# Wigandia crispa
Wigandia crispa là loài thực vật có hoa trong họ Mồ hôi. Loài này được (Tafalla ex Ruiz & Pav.) Kunth miêu tả khoa học đầu tiên năm 1818.